# Guilhem d'Omelas
Guilhem d'Aumelas, o Guillem d'Omelas, italianizzato in Guglielmo di Aumelas (1085 circa – 1156 circa), è stato uno dei figli di Guglielmo V di Montpellier, infeudato della signoria di Aumelas, che venne perciò a staccarsi da quella di Montpellier.
Nelle parole di Nostradamus «ottimo cavaliere» e «valente nelle armi», combatté i saraceni e tramite matrimonio divenne il primo principe d'Orange a portare il nome di Guglielmo (dopo forse Guglielmo d'Orange), soprannominato Guglielmo dal naso corto, personaggio leggendario, uno dei compagni di Carlomagno, celebrato nelle chansons de geste medievali.

## Biografia

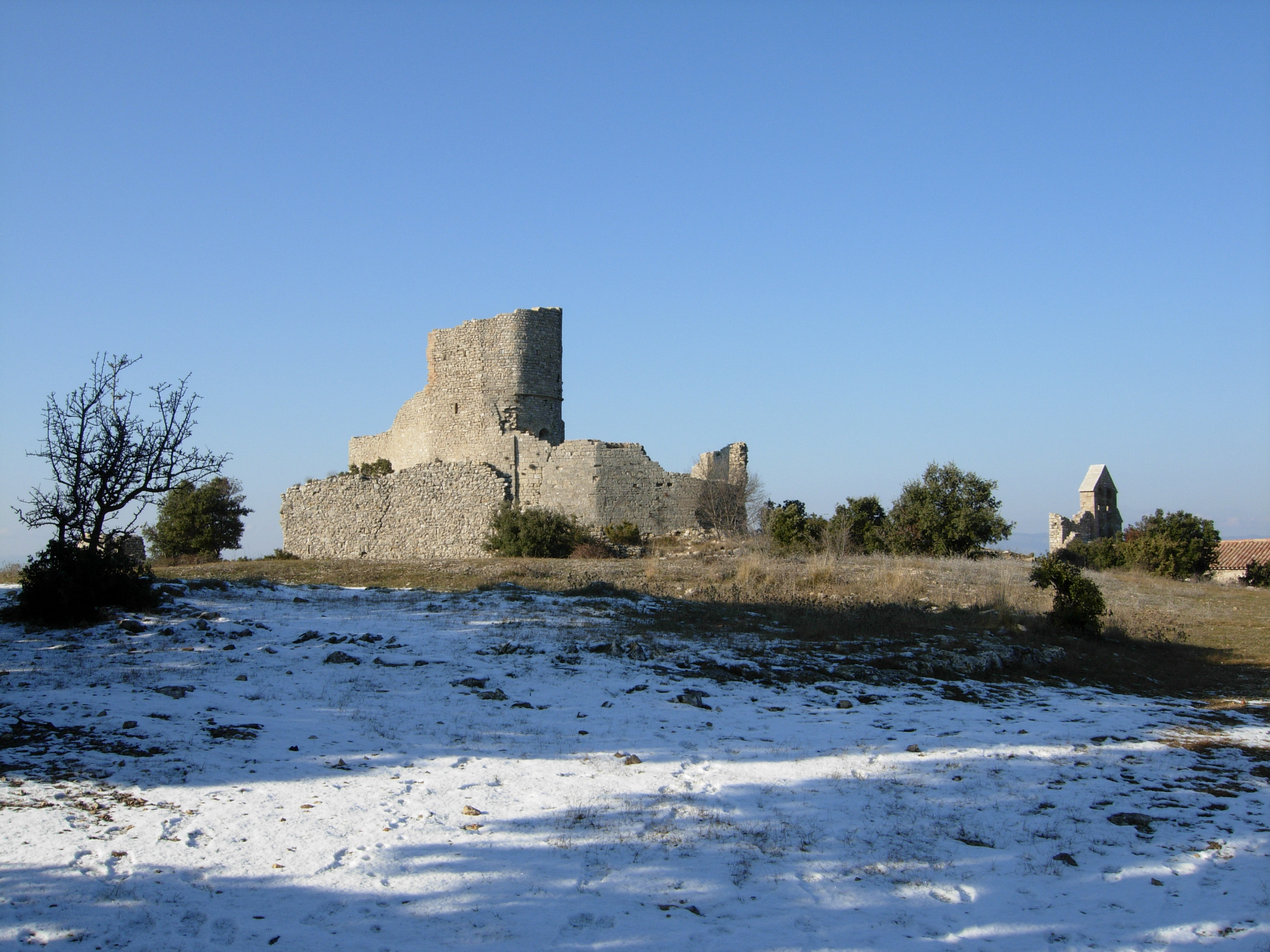
Castello dei Montpellier ad Aumelas.

Guilhem d'Aumelas è il figlio minore di Guglielmo V di Montpellier che prende la croce per andare in Terrasanta con la prima crociata sotto le insegne del conte Raimondo IV di Tolosa. In particolare, si distingue nella presa della cittadina siriana di Maara nel 1098. Sua madre, Ermessenda è la figlia del conte Pietro di Melgueil.
Guilhem eredita il castello e le terre d'Aumelas nei pressi di Aniane nel 1121 e i notevoli domini nella diocesi di Maguelonne. Nel 1121, Guglielmo d'Aumelas diventa signore di Saint-Pons.
Partecipa insieme a suo padre alla presa di Maiorca in possesso dei mori nel 1114 al fianco del conte Raimondo Berengario III di Barcellona e va dunque in Terra santa.

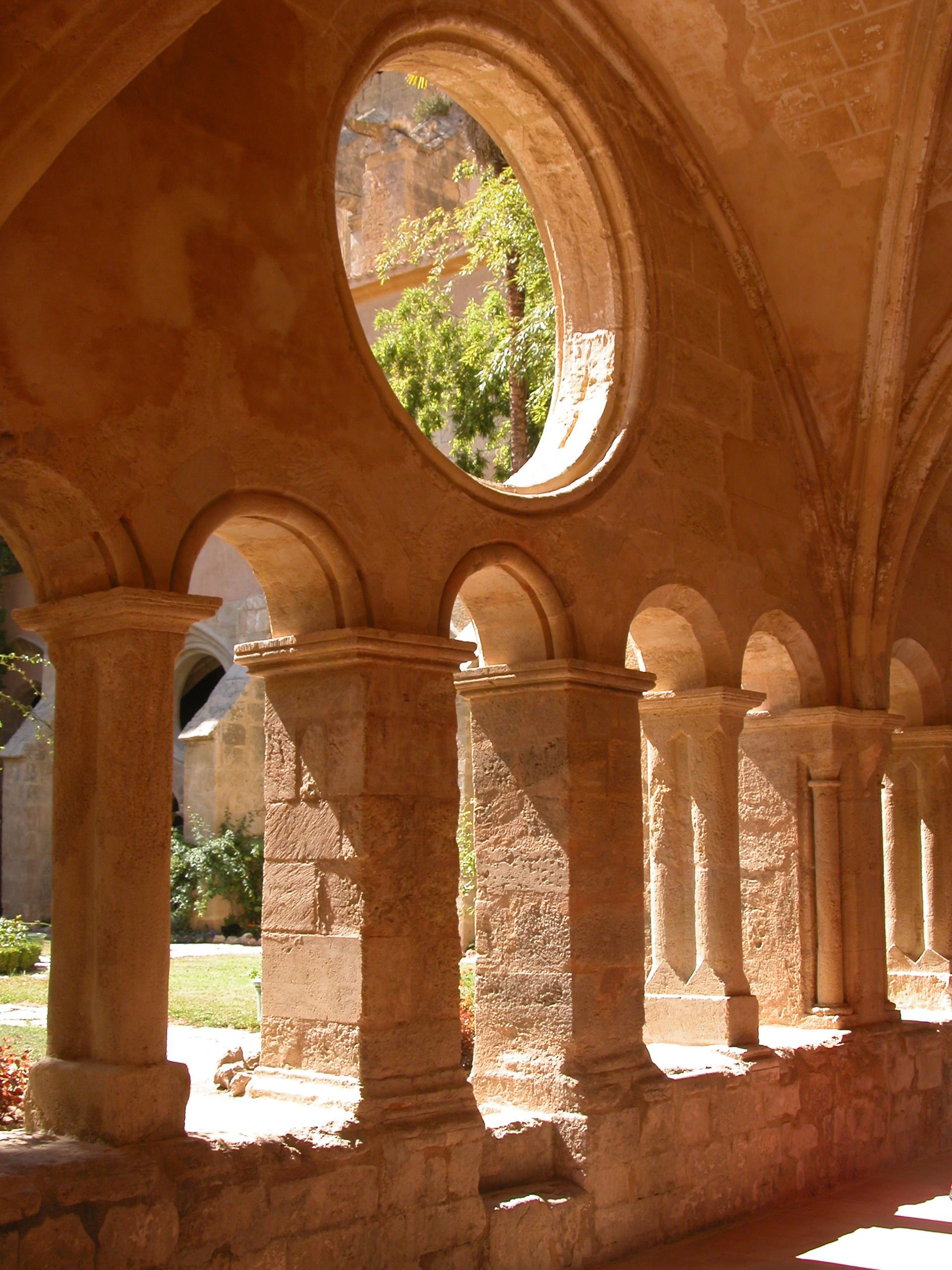
L'abbazia di Valmagne.

Nel 1129, Elzeardo di Castries e sua moglie Agnese vendono la quarta parte di Vendémian a Guglielmo d'Aumelas e le terre di Pouget per 700 soldi. Tramite matrimonio diventa il primo principe con il nome Guglielmo d'Orange.
Rogerius de Lunacio approva la donazione di Guglielmo d'Aumelas all'epoca della fondazione dell'abbazia di Valmagne nel 1138. I fondatori del monastero di Valmagne sono Raimondo di Trencavel, visconte di Béziers, Guglielmo Frezol, Guglielmo d'Omelas, fratello di Guglielmo di Montpellier, Guglielmo di Montbazin, Adelaide di Saint'Eulalia, e altri signori. I documenti di fondazione, dell'anno 1138, sono riportati in parte nella Storia generale della Linguadoca, e nella Gallia Christiana. Secondo queste carte, i signori nominati dianzi, hanno fatto la donazione per la salute delle loro anime e di quella dei loro congiunti.
Nel maggio del 1149, abbiamo l'omaggio di Amalric de Pignan a Guglielmo d'Omelas per il castello di Pignan.
Guglielmo d'Aumelas fece il suo testamento nel mese di marzo dell'anno 1156. Morì prima del maggio del 1156 e fu sepolto a Gellone.

### Matrimoni e discendenza

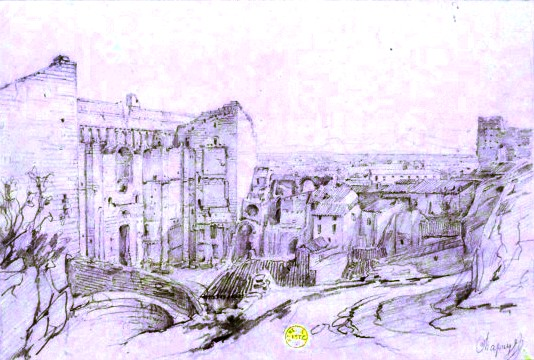
Orange.

Thiburge d'Orange, durante l'assenza del padre, viene nominata contessa d'Orange nel 1115 e crea il principato d'Orange, vassallo del Sacro Romano Impero Germanico, il quale comprende Orange, Jonquières e Courthézon.
Si sposa verso il 1103 o 1105 a Giraud Adhémar de Monteil, o di Montélimar, vale a dire Monteil-Adhémar.

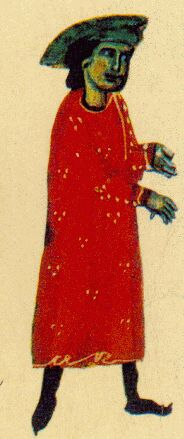
Raimbaut d'Orange.

Guglielmo d'Aumelas sposa nel 1129/1130 Thiburge d'Orange dalla quale ebbe quattro figli:
- Raimbaut d'Orange, trovatore, eredita il territorio di Aumelas e Orange.
- Tiburgette sposa nel 1147 Ademaro di Murviel
- Tibors de Sarenom, Na Tibors de Sarenom (forse Sérignan-du-Comtat), trobairitz[8] come suo fratello, nipote del conte Rambaldo II d'Orange, sposa di Geoffrey de Mornas, dopo Bertrand del Baus.
- Guglielmo, principe d'Orange

Quando lei muore nel 1150, i suoi figli sono ancora molto giovani e vengono per sua volontà testamentaria affidati al suo genero Bertrand del Baus.
La prima casa dei conti d’Orange-Nizza, antenati di sua moglie :
```
Pons di Mevouillon
 

 x Blismodis
 |
 | → Humbert 
vescovo di Vaison
, fino al 
1005
 

 |
 | → Garnier, 
vescovo di Avignone
 (
976
-
991
) 

 |
 | → Ison
 |
 | → 
Pons II di Mevouillon
 (
920
-
986
 ca.) 

       x Richilde, originaria dell'
Uzège

       |
       | → 
Féraud di Nizza
 
vescovo di Gap
 

       |
       | → 
Pierre de Mirabel
 
vescovo di Vaison
 

       |
       | → 
Pons III di Mevouillon

       |      |    ... → 
Discendenza Mevouillon... 

       |
       | → Arnoul di Theys
       |      |    ... → 
Discendenza Theys... 

       |
       | → Gérard
       |
       | → Rambaud
       |
       | → Raoul
       |
       | → 
Laugier di Nizza
 (1050-1032 ca.) 

             x 
Odile di Provenza
 (976-1032), figlia di 
Guglielmo I di Provenza

             |
             | → 
Rostan di Gréolières

             |      |    ... → 
Discendenza Gréolières... 

             |
             | → 
Pietro di Nizza
, 
vescovo di Sisteron
 (1043-1059) 

             |
             | → Jauccara di Nizza
             |      x 
Amic di Vence-Avignon

             |
             | → Gerberge di Nizza
             |       x 
Berengario d'Avignone
.
             |
             | → 
Rambaud di Nizza
 (1006-1073) 

                    x 1032 
Accelena d’Apt

                    |
                    | → 
Laugier d’Apt

                          x Amancia di Lacoste-Castellane
                    |
                    | → Odila di Nizza
                         x Bonifacio di Reillanne
                    |
                    | → 
Gisla di Nizza

                          x Rostang 
d'Agoult
 

                          |
                          | → 
Laugier d'Agout
, 
vescovo di Apt
, crociato 

                    |
                    | → 
Pietro II di Nizza
 
vescovo di Sisteron
, successivamente 
vescovo di Vaison
 

                    |
                    | → Rostan di Fréjus
                          x Accelena di Marignane
                    |
                    | → Rambaud di Nizza, signore di 
Gréolières

                    |
                    x 
Bélieldis di Marsiglia

                    |
                    | → Amic
                    |
                    | → Guglielmo
                    |
                    x prima del 1045 
Azalaïs di Reillanne
, vedova di Guilhem 
d'Agoult
 

                    |
                    | → 
Bertrand-Rambaud d’Orange
 

                          x 1068 Adélaïde di Cavenez, vedova di 
Guglielmo V Bertrando di Provenza
 

                          |
                          | → Léger o Laugerus, 
vescovo di Avignone
(
1124
 o 
1126
-
1142
) 

                          |
                          | → Jausserand Laugier, signore di 
Gréolières

                          |
                          x 1064 Gerberga, figlia di 
Folco Bertrando I di Provenza
 

                          |
                          | → Pietro
                          |
                          | → 
Rambaud II d'Orange
 

                                |
                                | → 
Thiburge d'Orange
 

                                     x 1104 
Giraud Adhémar di Monteil
 

                                     |
                                     x 1129 Guilhem d'Aumelas 

                                     |
                                     | → 
Raimbaut d'Orange
 

                                     |
                                     | → Tibors de Sarenom 

                                     |   x 1171 
Bertrand del Baus
 

                                         |
                                         | → Ugo IV
                                         |
                                         | → Bertrand II
                                         |
                                         | → Thiburge
                                         |
                                         | → Guglielmo I del Baus 
                                              x Ermengarda di Mévouillon
                                              |
                                              | → Guglielmo II del Baus
```

La dinastia attuale d'Inghilterra risale a Guillem d'Aumelas.